# Verband der Hochschullehrerinnen und Hochschullehrer für Betriebswirtschaft
Der Verband der Hochschullehrerinnen und Hochschullehrer für Betriebswirtschaft e. V. (VHB) ist ein in Köln eingetragener Verein.
Er bietet eine lebendige Plattform für wissenschaftlichen Austausch, Vernetzung und Nachwuchsförderung in allen Bereichen der Betriebswirtschaftslehre (BWL). Der Verband setzt sich aus rund 3.000 Mitgliedern zusammen, die wissenschaftlich auf dem Gebiet der BWL forschen und lehren. Ziel des VHB ist die Förderung und Weiterentwicklung der BWL als gesellschaftlich relevante, international anschlussfähige und zukunftsweisende Wissenschaftsdisziplin.
Der VHB versteht sich als Vereinigung der deutschsprachigen BWL-Community. Die meisten Mitglieder stammen aus der Bundesrepublik Deutschland, aus Österreich und der Schweiz. Weitere Mitglieder arbeiten auch in anderen europäischen und außer-europäischen Staaten.

## Organisation
Der Verband verfolgt gemäß seiner im Jahre 1976 verabschiedeten Satzung den Zweck, der Entwicklung der Betriebswirtschaftslehre als Universitätsdisziplin zu dienen, u. a. durch die Förderung der betriebswirtschaftlichen Forschung und Lehre sowie durch die Kontaktpflege zwischen den Mitgliedern, zur Praxis sowie zu ähnlichen in- und ausländischen Institutionen.
Dem Verband gehören ordentliche Mitglieder sowie Ehrenmitglieder an. Ordentliche Mitglieder sind im Regelfall habilitierte Hochschullehrer und Honorarprofessoren sowie Nachwuchswissenschaftler, die sich nach der Promotion weiterhin wissenschaftlich betätigen, die Habilitation anstreben oder eine Juniorprofessur innehaben. Darüber hinaus besteht die Möglichkeit der Aufnahme kooptierter Mitglieder. Der Verband der Hochschullehrerinnen und Hochschullehrer für Betriebswirtschaft e. V. besteht aus folgenden Gremien und Institutionen:
- Gesamtvorstand (Verbandsleitung, bestehend aus dem oder der für zwei Jahre gewählten Vorstandsvorsitzenden und dem Stellvertreter oder der Stellvertreterin als amtierender Vorstand i.S. des § 26 BGB ein Schatzmeister sowie vier weitere ordentliche Vorstandsmitglieder angehören.)
- Vorstandsbeirat (besteht aus den Vorsitzenden der wissenschaftlichen Kommissionen sowie den Sprechern der Arbeitsgruppen.)
- Mitgliedschaftskommission (besteht aus sieben Mitgliedern, bereitet die Entscheidungen des Vorstands über die Aufnahme ordentlicher Mitglieder vor.)
- Geschäftsstelle

Daneben unterhält der Verband wissenschaftliche Kommissionen, Arbeitsgruppen sowie mehrere Komitees mit unterschiedlichen Zuständigkeiten wie der Vorbereitung der wissenschaftlichen Jahrestagungen oder der Auswahl der Verbandspreisträger.
Die wissenschaftliche Arbeit innerhalb des Verbandes findet vor allem in den wissenschaftlichen Kommissionen statt. Diese Kommissionen sind nach fachlichen Gesichtspunkten differenziert und auf Antrag von der Hauptversammlung konstituiert. Die sechzehn wissenschaftlichen Kommissionen spiegeln die Vielfalt und Ausdifferenzierung der betriebswirtschaftlichen Fachgebiete wider. Für aktuelle Aufgaben setzt der Verband Arbeitsgruppen ein.

## Geschichte
Der Verband wurde am 26. November 1921 als Verband der Dozenten für Betriebswirtschaftslehre an deutschen Hochschulen mit Sitz in Frankfurt am Main gegründet. Die erste Tagung der Dozenten für Betriebswirtschaftslehre fand zu Pfingsten 1914 in Leipzig statt. Die Geschichte des Verbandes kann in fünf Abschnitte eingeteilt werden. Die Initiative zur Gründung ging von Heinrich Nicklisch, Ernst Pape und Fritz Schmidt aus. Bald wurde Josef Hellauer Mitglied des Verbandes, und nachdem Eugen Schmalenbach gewonnen war, blieb der Vorstand mit Nicklisch, Schmalenbach und Schmidt bis zum Jahre 1933 unverändert. Mit dem Aufbau des Dozentenverbandes war die Konsolidierung der Betriebswirtschaftslehre als Hochschuldisziplin aufs Engste verbunden. Nicklisch, Schmalenbach und Schmidt bildeten gemeinsam in der ersten Entwicklungsphase von 1921 bis 1933 für ungefähr ein Jahrzehnt nicht nur den Vorstand des Verbandes, sie festigten auch zusammen mit einer Reihe weiterer Hochschullehrer der Betriebswirtschaftslehre die Position dieser Disziplin im Fächerkanon der Wissenschaften.
Der zweite Abschnitt in der Verbandsgeschichte ist von 1933 bis 1948 zu datieren. Während man bislang davon ausging, dass die Verbandsarbeit in dieser Periode vollständig ruhte, fand man nun auf der Grundlage neu entdeckter Dokumente heraus, dass es sehr wohl einige Aktivitäten in dieser Zeit gab, z. B. sogar eine Pfingsttagung im Jahr 1938.
Die dritte Phase dauerte von der Wiedererrichtung des Verbandes bis ungefähr 1970. Am 22. und 23. Oktober 1948 fand auf Anregung von Rudolf Seyffert in den Trümmern der Universität Frankfurt am Main das erste Treffen nach dem Zweiten Weltkrieg statt; daran nahmen 35 Verbandsmitglieder teil. Die Versammlung entschied sich für die Wiedererrichtung des Verbandes der Dozenten für Betriebswirtschaftslehre in vorläufig loser Form eines Trefftages. Bei der nächsten Zusammenkunft am 10. August 1949 wurde beschlossen, den Verband zunächst in Form eines nicht eingetragenen Vereins unter dem Namen Verband der Hochschullehrer für Betriebswirtschaftslehre fortzuführen. Auf dieser Tagung wurden Eugen Schmalenbach und Fritz Schmidt zu Ehrenmitgliedern ernannt.
Ab 1950 wurden die Jahrestagungen des Verbandes – einer alten Tradition folgend – wieder in der ersten Woche nach den Pfingstfeiertagen durchgeführt. Auf der Tagung 1950 wurde beschlossen, die Satzung des Verbandes aus seinen Gründerjahren mit einigen den Namen und die Mitgliedschaft des Verbandes betreffenden Ergänzungen wieder in Kraft zu setzen. Vom Jahre 1952 an sind die Kontakte zu Fachwissenschaftlern des Auslandes wieder aufgenommen worden. Die Mitglieder der Vereinigung schweizerischer Betriebswirtschaftler, soweit sie Hochschullehrer waren, traten anlässlich einer Tagung des Verbandes in St. Gallen 1971 in den Verband ein.
Mit Beginn der 1970er Jahre trat der Verband in eine neue, vierte Entwicklungsphase ein. Bis dahin stützte sich die Verbandstätigkeit im Wesentlichen auf die traditionellen Pfingsttagungen, die den wissenschaftlichen Erkenntnisfortschritt des Faches dokumentierten. Diese boten gleichzeitig dem wissenschaftlichen Nachwuchs eine Gelegenheit, sich mit den eigenen Leistungen zu präsentieren. Die starke Zunahme der Zahl betriebswirtschaftlicher Lehrstühle an wissenschaftlichen Hochschulen in den 1960er Jahren und die sich intensivierende Diversifikation und Spezialisierung des Faches trugen dazu bei, dass 1970/71 mit der „Kommission für Absatzwirtschaft“ die erste wissenschaftliche Kommission des Verbandes mit einer permanenten Aufgabe und einer eigenständigen Arbeitsweise im Rahmen der Verbandsorganisation entstand. In den folgenden Jahren bildete der Verband weitere fünfzehn wissenschaftliche Kommissionen. Seither stützt sich die Verbandsarbeit in gleicher Weise auf die allgemeinen Jahrestagungen mit einem wissenschaftlichen Generalthema in der Pfingstwoche und auf die intensive Arbeit in den Spezialgebieten der wissenschaftlichen Kommissionen.
Seit Beginn der 2000er Jahre befindet sich der Verband der Hochschullehrerinnen und Hochschullehrer für Betriebswirtschaft e. V. in seiner fünften Entwicklungsphase mit stärkerer internationaler Orientierung. Der Verband hat die Gründung der International Federation of Scholarly Associations of Management während seiner Jahrestagung in Frankfurt 1990 aktiv gefördert und gehört ihr als Gründungsmitglied an. Dies zeigt sich auch daran, dass die jährliche Pfingsttagung mit dem Thema „Doing Business in Europe – Cross-Cultural Issues“ im Jahr 2012 erstmals außerhalb des eigentlichen Kerngebietes in Bozen stattfindet. Weiterhin begann eine stärkere Öffnung des Verbandes, insbesondere in Hinblick auf den wissenschaftlichen Nachwuchs und den offenen Teil der Pfingsttagung. Der Anteil der Frauen unter den ordentlichen Mitgliedern nahm zu. Während am ersten Verbandstreffen nach dem Zweiten Weltkrieg knapp drei Dutzend Verbandsmitglieder teilnahmen, zählt der Verband heute über 2800 Mitglieder.

### Vorsitzende und stellvertretende Vorsitzende des Verbandes seit 1950
EM = Ehrenmitglied des Verbands
| Zeitraum (von–bis) | Vorsitz                    | Vorsitz-Stellvertretung                               |
| ------------------ | -------------------------- | ----------------------------------------------------- |
| 1950               | Wilhelm Kalveram           | Walter Le Coutre                                      |
| 1951–1952          | Wilhelm Hasenack           | C. Ruberg                                             |
| 1952–1956          | K. Rößle                   | O. Hintner                                            |
| 1956–1958          | K. Hax                     | K. Banse                                              |
| 1958–1960          | Willy Bouffier             | Hans Krasensky                                        |
| 1960–1962          | Reinhold Henzler           | Johannes Fettel                                       |
| 1962–1964          | C. Sandig                  | August Marx                                           |
| 1964–1966          | H. Jacob                   | H. Diederich                                          |
| 1966–1968          | Christoph Behrens          | J. Stupka                                             |
| 1968–1970          | Karl Schwantag             | S. Menrad                                             |
| 1970–1972          | K. Skowronnek              | E. Hruschka                                           |
| 1972–1974          | Gert von Kortzfleisch (EM) | Werner Kirsch                                         |
| 1974–1976          | Rudolf Bratschitsch        | Gert von Kortzfleisch (1974–75), K. Alewell (1975–76) |
| 1977–1978          | K. Alewell                 | Knut Bleicher                                         |
| 1978–1980          | Peter Mertens (EM)         | Horst Steinmann                                       |
| 1981–1982          | Eduard Gaugler (EM)        | H. Diederich                                          |
| 1983–1984          | Werner Kern                | Richard Köhler                                        |
| 1985–1986          | Klaus Chmielewicz          | Walther Busse von Colbe                               |
| 1987–1988          | Klaus von Wysocki          | Eberhard Witte (EM)                                   |
| 1989–1990          | Horst Albach (EM)          | H. Sabel                                              |
| 1991–1992          | Klaus Brockhoff (EM)       | Jürgen Hauschildt (EM)                                |
| 1993–1994          | K. Bohr                    | H.J. Drumm                                            |
| 1995–1996          | Heribert Meffert (EM)      | Jörg Baetge (EM)                                      |
| 1997–1998          | Arnold Picot (EM)          | Wolfgang Ballwieser (EM)                              |
| 1999–2001          | Wulff Plinke               | T. Siegel                                             |
| 2001–2002          | Ursula Hansen (EM)         | H.-G. Ridder                                          |
| 2003–2004          | Wolfgang Weber (EM)        | Ludwig Nastansky                                      |
| 2005–2006          | Georg Schreyögg (EM)       | Lutz Kruschwitz (EM)                                  |
| 2007–2008          | Sönke Albers (EM)          | Alfred Wagenhofer                                     |
| 2009–2010          | Alfred Wagenhofer          | Caren Sureth                                          |
| 2011–2012          | Caren Sureth               | Dodo zu Knyphausen-Aufseß                             |
| 2013–2014          | Dodo zu Knyphausen-Aufseß  | Barbara E. Weißenberger                               |
| 2015–2016          | Barbara E. Weißenberger    |                                                       |
| 2017–2018          | Birgitta Wolff             |                                                       |
| 2019–2020          | Peter Walgenbach           | Hans Ulrich Buhl                                      |
| 2021–2022          | Hans Ulrich Buhl           | Jutta Geldermann                                      |
| 2023–2024          | Jutta Geldermann           | Michael Wolff                                         |
| 2025–2026          | Michael Wolff              | Thomas Volling                                        |

### Aufarbeitung des Nationalsozialismus
Auf Initiative von Georg Schreyögg befasste sich der Verband ab dem Jahr 1999 mit der Aufarbeitung der Schicksale jener betriebswirtschaftlicher Hochschullehrer, welche durch den Nationalsozialismus verfolgt oder durch diesen zu Schaden gekommen waren. Im Anschluss an die Ergebnisse einer eigens eingerichteten Arbeitsgruppe wurden Kontakte zu Sozial- und Wirtschaftshistorikern gesucht und mit Jürgen Kocka und dessen Doktorand Peter Mantel gefunden. In Kooperation der VHB-Arbeitsgruppe nahmen die Historiker ihre Arbeit auf und stellten parallel einen DFG-Förderungsantrag zum Thema Die Betriebswirtschaftslehre unter dem Nationalsozialismus (unter besonderer Berücksichtigung der Verfolgung der Hochschullehrer der Betriebswirtschaftslehre), welcher im April 2004 bewilligt wurde. Peter Mantel stellte seine Recherche- und Forschungsarbeiten dem VHB im August 2006 vor und schloss die Arbeit im September 2007 mit einer Dissertation ab. Die Arbeit ist im Jahr 2009 unter dem Titel Betriebswirtschaftslehre und Nationalsozialismus – Eine institutionen- und personengeschichtliche Studie im Gabler-Verlag erschienen.

## Tätigkeitsfelder
Neben den traditionellen Aktivitäten des Verbandes ist der Servicecharakter gegenüber der wissenschaftlichen Community in den vergangenen Jahren stärker in den Vordergrund getreten. Die wichtigsten Leistungen des Verbandes der Hochschullehrer e. V. sind:

### VHB-Tagung
Die im 2-Jahres-Rhythmus stattfindende VHB-Tagung dient dem wissenschaftlichen Dialog, der Diskussion betriebswirtschaftlicher und hochschulpolitischer Fragen sowie der persönlichen Begegnung der Verbandsmitglieder. Der wissenschaftliche Teil der VHB-Tagung findet jeweils unter einem Generalthema statt. Neben Beiträgen zum Generalthema findet der wissenschaftliche Austausch im offenen Teil der Tagung zu allen Themen der Betriebswirtschaft statt.

### VHB im Dialog
Neben der Jahrestagung veranstaltet der Verband in regelmäßigen Abständen Seminare und Workshops zu aktuellen hochschulpolitischen Themen. Hierbei werden insbesondere Themen aus den Bereichen der Forschung und der Lehre behandelt.

### VHB experts
Um mehr von dem vielseitigen BWL-Wissen in Medien und Öffentlichkeit zu bringen, hat der VHB im Jahr 2020 die VHB experts ins Leben gerufen – einen Pool von mehr als 250 Experten aus den insgesamt 18 VHB-Fachgebieten der BWL.
Die Expertise steht allen Interessenten aus Medien, Wissenschaft, Wirtschaft und Öffentlichkeit für konkrete Fragen sowie Austausch und Diskussion zur Verfügung. In regelmäßigen Statements vermitteln die VHB experts kurz und prägnant BWL-Fachwissen rund um hochaktuelle Themen.

### Open-Access-Journal BuR-Business Research// SBUR Schmalenbach Business Research
Der Verband hat bis Ende 2020 das Open-Access-Journal BuR – Business Research, eine englischsprachige elektronische Zeitschrift, herausgegeben. Business Research (BuR) fusionierte zum 1. Januar 2021 mit der Schmalenbach Zeitschrift für betriebswirtschaftliche Forschung (ZfbF) und der Schmalenbach Business Review (SBR). Die gemeinsame Folgezeitschrift Schmalenbach Journal of Business Research (SBUR) erscheint im Gold Open Access und in englischer Sprache.

### VHB-Rating 2024 für Publikationsmedien
Das VHB-Rating 2024, veröffentlicht am 18. April 2024, bietet einen Qualitätsrahmen für Publikationsmedien der Betriebswirtschaftslehre im deutschsprachigen Raum. Es umfasst die Teilratings der 18 Wissenschaftlichen Kommissionen des VHB, die wissenschaftliche Qualität und weitere Kriterien aus ihrer Sicht bewerten.
Erstmalig publizierte der VHB eigene Zeitschriftenratings im Jahr 2003. Das letzte wurde 2015 veröffentlicht.

### VHB ProDok
Ausgehend von zwei Entwicklungen möchte der VHB die Doktorandenausbildung mit einem eigenen Doktorandenprogramm universitätsübergreifend unterstützen. Einerseits existieren innerhalb des deutschsprachigen Raums wenige betriebswirtschaftlich orientiere strukturierte Doktorandenprogramme. Andererseits können die vorhandenen Graduiertenschulen zwar eine methodische und theoretische Grundlagenausbildung liefern, haben aber zumeist aufgrund einer zu geringen Teilnehmerzahl nicht die Möglichkeit, hinreichend spezielle thematische Fokussierungen für spezifische Forschungsbereiche zu geben. Durch spezialisierte Theorie- und Methodenkurse soll durch das Kursangebot dementsprechend der stärkeren Spezialisierung der Forschung sowohl inhaltlich als auch methodisch Rechnung getragen werden.

### Karriereförderung
Im Vorfeld der Jahrestagung werden Preconference-Workshops veranstaltet, die einen konzentrierten Einstieg in eine wissenschaftliche Methodik oder ein Thema bieten sollen. Zielgruppe sind dabei Nachwuchswissenschaftler. Auf dem Karriere-Panel können Habilitanden und Juniorprofessoren mit Universitätsvertretern zusammenkommen und Informationen über frei werdende Professuren austauschen.
Eine Stellenbörse auf der Website des VHB informiert über Stellenausschreibungen im akademischen Bereich der Betriebswirtschaftslehre.

### Preise des Verbandes
Der Verband verleiht mehrere Preise, um exzellente Forschungs- und Lehrtätigkeit zu würdigen und als Ansporn hervorzuheben. Vergeben werden jährlich der Best Paper Award, der Lehrbuchpreis sowie der Nachwuchspreis. Durch den Best Paper Award sollen Mitglieder bestärkt werden, ihre wissenschaftlichen Publikationen über den deutschsprachigen Bereich hinaus auszudehnen und sich der internationalen Diskussion zu stellen. Der Nachwuchspreis wird an jüngere und auch an nicht promovierte Nachwuchswissenschaftler für eine hervorragende wissenschaftliche Publikation vergeben. Mit dem Lehrbuchpreis fördert der Verband herausragende Lehrbücher. Dadurch soll die Bedeutung wissenschaftlich fundierter Lehre im Fach Betriebswirtschaftslehre hervorgehoben werden.
Auf der Jahrestagung des Verbandes (Pfingsttagung) werden im offenen Tagungsteil Beiträge präsentiert, die als Ergebnis eines Auswahlverfahrens durch die Programmkommission für die Präsentation zugelassen werden. Im Zusammenhang mit diesen Beiträgen werden während der Pfingsttagung drei Konferenzpreise für das Best Conference Paper, das Best Practice Paper und den Best Reviewer vergeben.
Weiterhin vergibt die Schmalenbach-Stiftung in Zusammenarbeit mit der Schmalenbach-Gesellschaft e. V. und dem Verband der Hochschullehrerinnen und Hochschullehrer für Betriebswirtschaft e. V. einen Preis für hervorragende wissenschaftliche Arbeiten aus dem Bereich der praxisorientierten Betriebswirtschaftslehre (Schmalenbach-Preis). Ziel ist es, mit der Ausschreibung des Schmalenbach-Preises die Auseinandersetzung mit betriebswirtschaftlichen Fragestellungen zu fördern.
Einmal im Jahr wird vom Verband zudem der Preis „Wissenschaftsorientierter Unternehmer des Jahres“ verliehen. Der Preis richtet sich an Persönlichkeiten in der Praxis, welche die Unterstützung der Kommunikation zwischen Wissenschaft und Wirtschaft im Allgemeinen und im Speziellen das Fach Betriebswirtschaftslehre mit großem Engagement gefördert haben. Ziel ist es, durch die Ehrung solcher Wissenschaftsmediatoren und -mäzene Vorbilder zu schaffen, deren Wirkung auch über den VHB in den universitären und unternehmerischen Alltag hinausgeht.